# Koszalin
Koszalin (alemany: Köslin, és una ciutat del nord-oest de Polònia en la Pomerània occidental. Es troba a 12 km de la mar Bàltica i l'atravessa el riu Dzierżęcinka. Koszalin també és la capital del Comtat de Koszalin i del Voivodat de la Pomerània Occidental des de 1999. Abans, entre 1950 i 1998 foiu la capital del Voivodat de Koszalin
El 2014 tenia 108.605 habitants.
Les primeres mencions de Koszalin són a la Crònica de la Gran Polònia (Kronika Wielkopolska) segons la qual el duc Boleslaw Krzywousty capturà la ciutat al costat d'altres localitats de la Pomerània com Kołobrzeg, Kamień i Wolin. Al segle xiii fou repoblat per alemanys i fins al 1945 fou per tant una ciutat alemanya. El maig del 1945 va les acaballes de la II Guerra Mundial la ciutat fou ocupada per l'Exèrcit Roig i la seva població germànica fou expulsada essent repoblat per polonesos provinents de les parts orientals del país alhora en mans de la URSS.

## Clima
Koszalin té un clima continental humit (Dfb).
| Dades climàtiques a Koszalin       | Dades climàtiques a Koszalin | Dades climàtiques a Koszalin | Dades climàtiques a Koszalin | Dades climàtiques a Koszalin | Dades climàtiques a Koszalin | Dades climàtiques a Koszalin | Dades climàtiques a Koszalin | Dades climàtiques a Koszalin | Dades climàtiques a Koszalin | Dades climàtiques a Koszalin | Dades climàtiques a Koszalin | Dades climàtiques a Koszalin | Dades climàtiques a Koszalin |
| Mes                                | gen                          | febr                         | març                         | abr                          | maig                         | juny                         | jul                          | ag                           | set                          | oct                          | nov                          | des                          | anual                        |
| ---------------------------------- | ---------------------------- | ---------------------------- | ---------------------------- | ---------------------------- | ---------------------------- | ---------------------------- | ---------------------------- | ---------------------------- | ---------------------------- | ---------------------------- | ---------------------------- | ---------------------------- | ---------------------------- |
| Màxima mitjana °C (°F)             | 0.9 (33.6)                   | 2.0 (35.6)                   | 5.8 (42.4)                   | 10.7 (51.3)                  | —                            | 19.7 (67.5)                  | 20.8 (69.4)                  | 21.0 (69.8)                  | 17.3 (63.1)                  | 12.5 (54.5)                  | 6.4 (43.5)                   | 2.6 (36.7)                   | —                            |
| Mitjana diària °C (°F)             | −1.4 (29.5)                  | −0.7 (30.7)                  | 2.2 (36)                     | 6.1 (43)                     | 11.5 (52.7)                  | 15.0 (59)                    | 16.5 (61.7)                  | 16.2 (61.2)                  | 12.9 (55.2)                  | 8.9 (48)                     | 4.1 (39.4)                   | 0.4 (32.7)                   | 7.64 (45.76)                 |
| Mínima mitjana °C (°F)             | −3.9 (25)                    | −3.3 (26.1)                  | −0.7 (30.7)                  | 2.3 (36.1)                   | 6.8 (44.2)                   | 10.4 (50.7)                  | 12.3 (54.1)                  | 12.0 (53.6)                  | 9.5 (49.1)                   | 5.9 (42.6)                   | 1.9 (35.4)                   | −1.8 (28.8)                  | 4.28 (39.7)                  |
| Precipitació mitjana mm (polzades) | 43 (1.69)                    | 30 (1.18)                    | 35 (1.38)                    | 39 (1.54)                    | 55 (2.17)                    | 72 (2.83)                    | 88 (3.46)                    | 74 (2.91)                    | 82 (3.23)                    | 62 (2.44)                    | 69 (2.72)                    | 55 (2.17)                    | 704 (27.72)                  |
| Mitjana de dies de pluja           | 10.9                         | 7.9                          | 8.4                          | 8.1                          | 8.9                          | 9.0                          | 11.3                         | 9.4                          | 11.1                         | 9.5                          | 12.6                         | 11.6                         | 118.7                        |
| Mitjana mensual d'hores de sol     | 37.2                         | 61.6                         | 108.5                        | 159.0                        | 235.6                        | 231.2                        | 213.9                        | 210.8                        | 135.1                        | 93.0                         | 39.3                         | 27.9                         | 1.553,1                      |
| Font: Hong Kong Observatory        |                              |                              |                              |                              |                              |                              |                              |                              |                              |                              |                              |                              |                              |